# ローデシア軍
ローデシア軍（ローデシアぐん）は、ローデシアの保有していた軍隊である。ローデシア紛争（1965 - 1980）において南アフリカ防衛軍（South African Defence Force）と共に、ローデシア国内および近隣諸国にて戦闘活動を実施していた。ローデシアは南アフリカと同様に少数の白人により大多数の有色人種を支配しようとしたため兵力不足だった。そのため、欧米から広く白人傭兵を募集していた。

## ローデシア軍の特徴

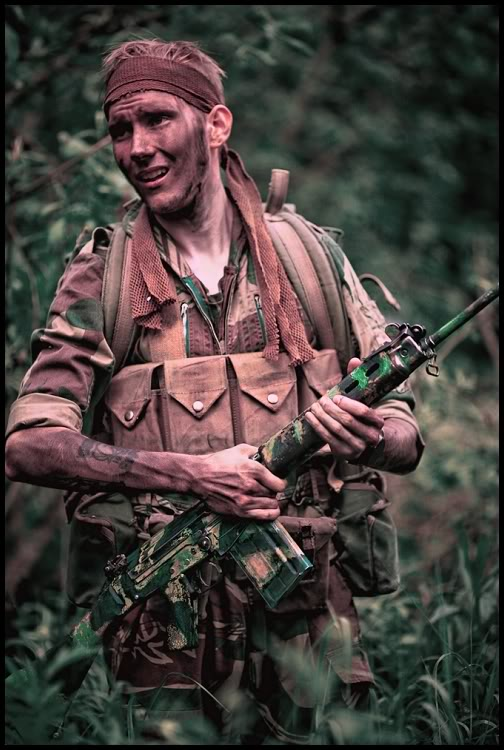
軽歩兵部隊員の仮装をした男性。ローデシア軍は主にFN FALを使用した

ローデシア軍では、兵員不足の解消と部隊の質を向上させるため、アメリカやヨーロッパ諸国にてジャングル戦や対ゲリラ戦の実戦経験を持つ傭兵を広く募集した。実際に、1970年代には米国の雑誌"Soldier of Fortune Magazine"に、ローデシア軍の募兵広告が見られる。こうしてローデシア傭兵が誕生した。
ちなみに、傭兵の募集を公然と行うことは国際社会では許されない。そのため、Soldier of Fortune Magazine誌には、「ローデシア軍の傭兵募集ポスターの複製品を1枚3ドルで販売しています」と掲載し、傭兵募集の広告ではなく、あくまでも商品の販売広告であるとしていた。
ローデシア軍に加わった白人傭兵の多くは、イギリス、南アフリカ、ポルトガル、香港、カナダ、オーストラリア、ニュージーランド、アメリカの出身者だった。その中でも、ベトナム戦争で実戦経験を積んだアメリカ、オーストラリア、ニュージーランドの元軍人は高く評価されていた。他にも、コンゴ動乱の元傭兵や、フランス外人部隊の出身者なども、ローデシア軍に参加している。
このような実戦経験豊富な傭兵達に加え、非常に厳しい訓練によって、1970年代にはローデシア軍は世界で最も訓練された軍隊のひとつとなっており、その戦闘力は世界有数のものだった。
また、白人傭兵の中にはローデシア軍ではなく白人農場主に雇われ、農場を警備するための私兵となる者も存在していた。ローデシア紛争中、地方の農場や村は頻繁にゲリラ部隊からの攻撃を受けており、白人市民の車両移動にはゲリラ部隊の攻撃に備え、車列警護車が付き添う必要があったからだった。また、白人市民の多くは私用の武器を所持しており、白人の主婦が短機関銃を携行することも珍しくなかった。

## ローデシア軍の戦闘力

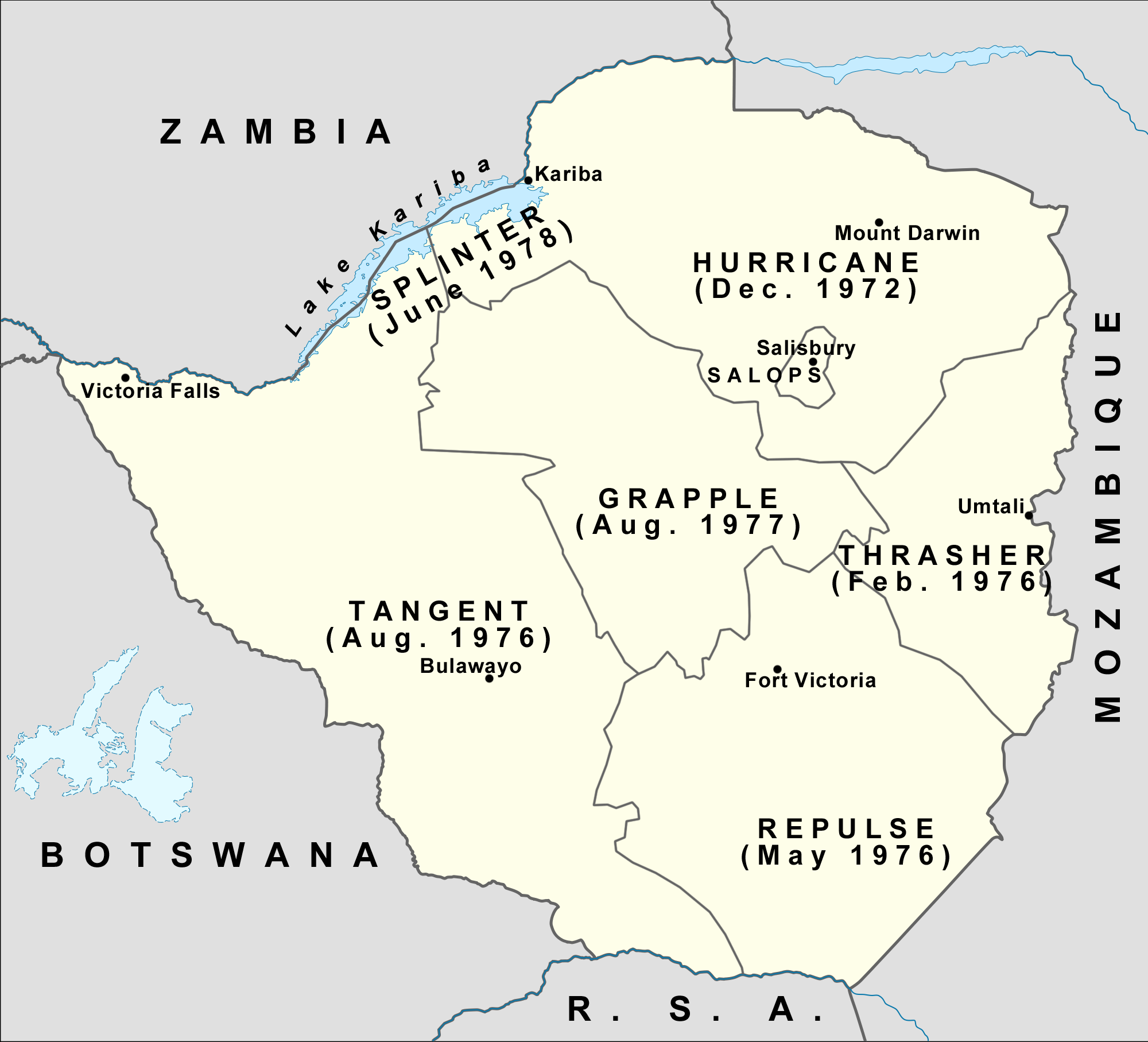
ローデシア軍の作戦区域

実際に、ローデシア紛争においてローデシア軍は十分な航空戦力や重火器を所有していなかった。にもかかわらず、ソ連邦と中国から十分な装備を供給されて兵力でも優位なゲリラ部隊に対して終始8倍という高い殺傷率を維持していた。また、高度な訓練を受けていた特殊部隊では、ゲリラ部隊の35倍から50倍の殺傷率を誇っていた。
ゲリラ部隊に対して武器や装備の面で特に優勢とも言えぬ状況でローデシア軍が戦果をあげることが出来た理由の一つは、ローデシア軍の兵士が受けた軍事訓練がゲリラ部隊が受けた訓練よりも優れていたからだった。
ローデシア紛争当時にローデシア軍兵士が受けた軍事訓練は古典的条件付けとオペラント条件付けによる現代式の軍事訓練だったが、ゲリラ部隊の兵士はそのような現代式の軍事訓練を受けていなかったため、ローデシア軍とゲリラ部隊の殺傷率に大きな差が出ることとなった。
また、条件付けによる現代式の訓練を十分に受けていない兵士は、人間を殺すことに対する本能的な抵抗感を克服することが出来ないため、敵と接触しても空に向かって発砲するなど威嚇行動を本能的に行う傾向がある。ゲリラ部隊の兵士は十分な訓練を受けていなかったため、その傾向が強かったこともローデシア軍が有利になる要因だった。
ローデシア紛争の復員軍人の証言によると、ローデシア軍部隊がゲリラ部隊と接触した際の戦闘手順は、どんな時でも背嚢を捨てて敵兵に突撃することだったという。そのようなことをすればゲリラ部隊の良い標的になりそうだが、実際にはゲリラ部隊の射撃した弾丸はローデシア軍部隊の頭上を飛んで行くだけだったため、銃撃戦では常にローデシア軍が優位だったそうである。そのため、ローデシア軍兵士が銃撃戦で戦死することは滅多になかった。
さらには、1978年3月からは部隊の機動性向上のため、歩兵全員に空挺降下の資格取得が義務付けられた。特殊部隊などに至っては、迫撃砲や乗馬などの資格も要求された。
ローデシア軍の一般的な訓練期間は21週間で、3段階に分かれていた。第1段階は基礎訓練を8週間、第2段階は歩兵訓練を8週間以上、第3段階は作戦訓練を4週間以上というものだった。
ローデシア軍とアフリカ人解放組織の殺傷率に大きな差が出た二つめの理由として、文化的価値観と社会的習慣があげられる。まず前提として、白色人種は有色人種よりも人種的に優位であるとするローデシアの白人が持つ文化的価値観があげられる。
そのような思想に基づき、ローデシア社会は白色人種を頂点として、人種ごとに階層化された社会であった。そのため、白色人種は有色人種を人間以下の存在であると考える社会的慣習を持っていた。ローデシアではこのように文化的価値観と社会的慣習が重なり合った（言い換えれば人種差別主義の）ため、白人兵士は殺人行為を容易に行うことが可能だったと思われる。
しかし、そのような白人優位思想は、今日の対テロ・ゲリラ作戦で重要とされる作戦区域にいる市民（ローデシアの場合はアフリカ人）の支持を勝ち取ることや、作戦はあくまで「ゲリラ対策」であって「報復」であってはいけないという原則を無視しており、それどころか公共交通や公共施設、国連が設置した難民キャンプまでをも襲撃してしまうなどの凶行によってアフリカ人市民達によるローデシア軍への反感が増し、アフリカ人解放組織によるアフリカ人市民達からの支援や兵員確保を容易にしてしまっていた。

## ローデシア軍の兵役義務
近代的軍事訓練と人種差別的思想を利用して緒戦は優位に戦ったローデシア軍であったが、当地の白人は少数民族ゆえ兵員不足を埋めることは難しく、従軍期間は次第に延長された。1955年には4ヵ月半だった従軍期間は、1966年には9ヵ月へと延長され、1972年12月には防衛法により12ヵ月へと更に延長された。
兵役義務は戦況の激化にともない、1976年から1977年にかけて大幅に拡大されていった。18歳から25歳の白人男性に対する兵役義務は、1976年5月には12ヵ月から18ヵ月にまで延長され、1977年1月には25歳から38歳までの白人男性の兵役義務期間が年間190日に定められた。
兵役義務の拡大は、白人男性だけに留まらず、1977年2月には、アフリカ人を除く白人、アジア人、カラードの38歳から50歳までの男性に対して、年70日間の兵役義務が課せられた。さらには、1979年1月、都市部に在住の50歳から59歳までの白人、アジア人、カラード男性に対して、年42日間の兵役義務が課せられた。
さらには、アフリカ人男性に対する徴兵制度が1978年9月に導入され、1979年8月には16歳から50歳までのアフリカ人男性が兵役義務の対象とされた。
このように、ローデシア軍は兵員不足を解消するために兵役期間を延長し徴兵制度の対象者を拡大していったが、人種を問わずに徴兵拒否者が相次いだ。例えば、1979年1月時点で、アフリカ人兵役義務者1544名のうち1244名が兵役を拒否し、同時点の白人ですら兵役義務者1500名のうち415名が兵役を拒否した。長引くローデシア紛争は人々を疲弊させ、人種・階層やイデオロギーを越えて厭戦感情を広げていったためである。

## ローデシア紛争
1965年11月11日に英国からの一方的独立宣言"Unilateral Declaration of Independence"を行って以降、アフリカ人抵抗勢力のゲリラ闘争が本格的となり、近隣諸国を巻き込んだローデシア紛争に発展する。ローデシア紛争は1979年12月29日の戦闘終結まで継続した。

## ローデシア陸軍
ローデシア陸軍は4個旅団と1個特殊部隊旅団を編制していた。ローデシア紛争中に活動した有名なローデシア軍部隊としては、以下の部隊が挙げられる。

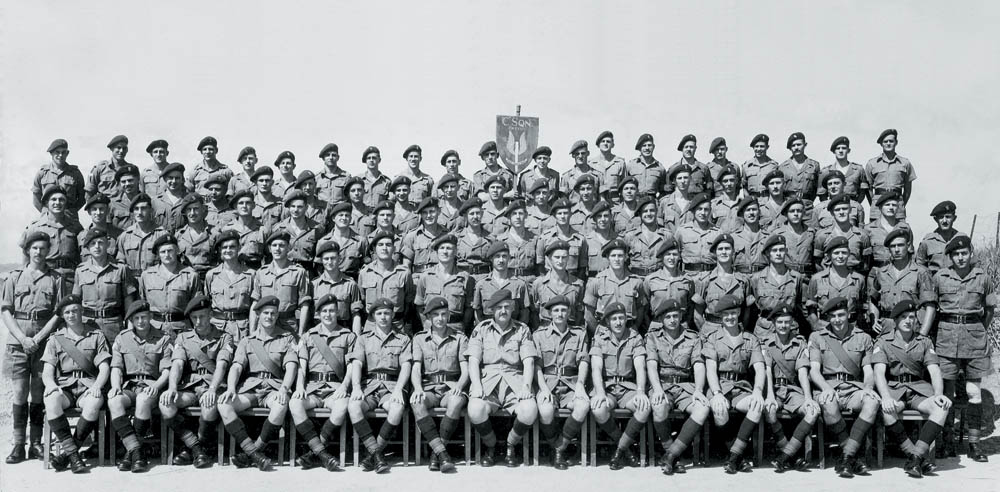
イギリス領時代のローデシアSAS

ローデシアSAS（Rhodesian Special Air Service）
- 全員が白人で構成された、ローデシア軍の代表的な特殊部隊。

セルース・スカウツ（Selous Scouts）
- 白人、黒人で構成されたローデシア軍の特殊部隊。

ローデシア軽歩兵連隊（Rhodesian Light Infantry）
- 白人のみの部隊。外国人兵士が多く所属したため、ローデシア外人部隊とも呼ばれていた。設立当初は通常の歩兵連隊であったが、紛争後期の1977年以降、空挺コマンド部隊になりしだいに特殊部隊化していった。ローデシア軽歩兵連隊とSASはともにローデシア紛争戦争中、国内の秘密作戦、対反乱、特殊作戦の取り組みで重要な役割を果たし、セルース・スカウツとSASは、対外作戦で投入される主要な特殊部隊と使い分けてたが、紛争後期の1977年以降はローデシア軽歩兵連隊も他の特殊部隊同様に対外作戦に参加した。

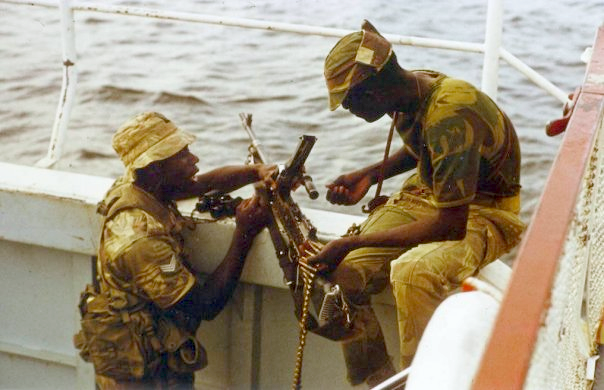
アフリカ人小銃連隊員

ローデシア・アフリカ人小銃連隊（Rhodesian African Rifles）
- 黒人の兵士・下士官と白人将校により編成された部隊で、8個独立中隊を指揮下に収める。ローデシア・アフリカン・ライフルズはローデシアのもっとも古い連隊の1つである。

ローデシア装甲車連隊（Rhodesian Armoured Car Regiment）
- ローデシア軍唯一の機甲部隊であり、4個中隊で構成される。自前の戦車は保有せず、フェレット偵察車、エランド装甲車を装備していた。ローデシア紛争末期には、アフリカ人抵抗組織より鹵獲したT-55戦車を使用していた。

グレイズ・スカウツ（Grey's Scouts）
- 騎兵連隊で、実際に馬に乗って作戦行動を行っていた。

ローデシア連隊（Rhodesia Regiment）
- ローデシア軍の歩兵連隊。8個大隊で構成される。設立当初は一般的な歩兵部隊だったが、ローデシア紛争後期には空挺装備が与えられエアボーンも行った。また、オートバイ部隊も保有していた。

### ローデシア陸軍の装備

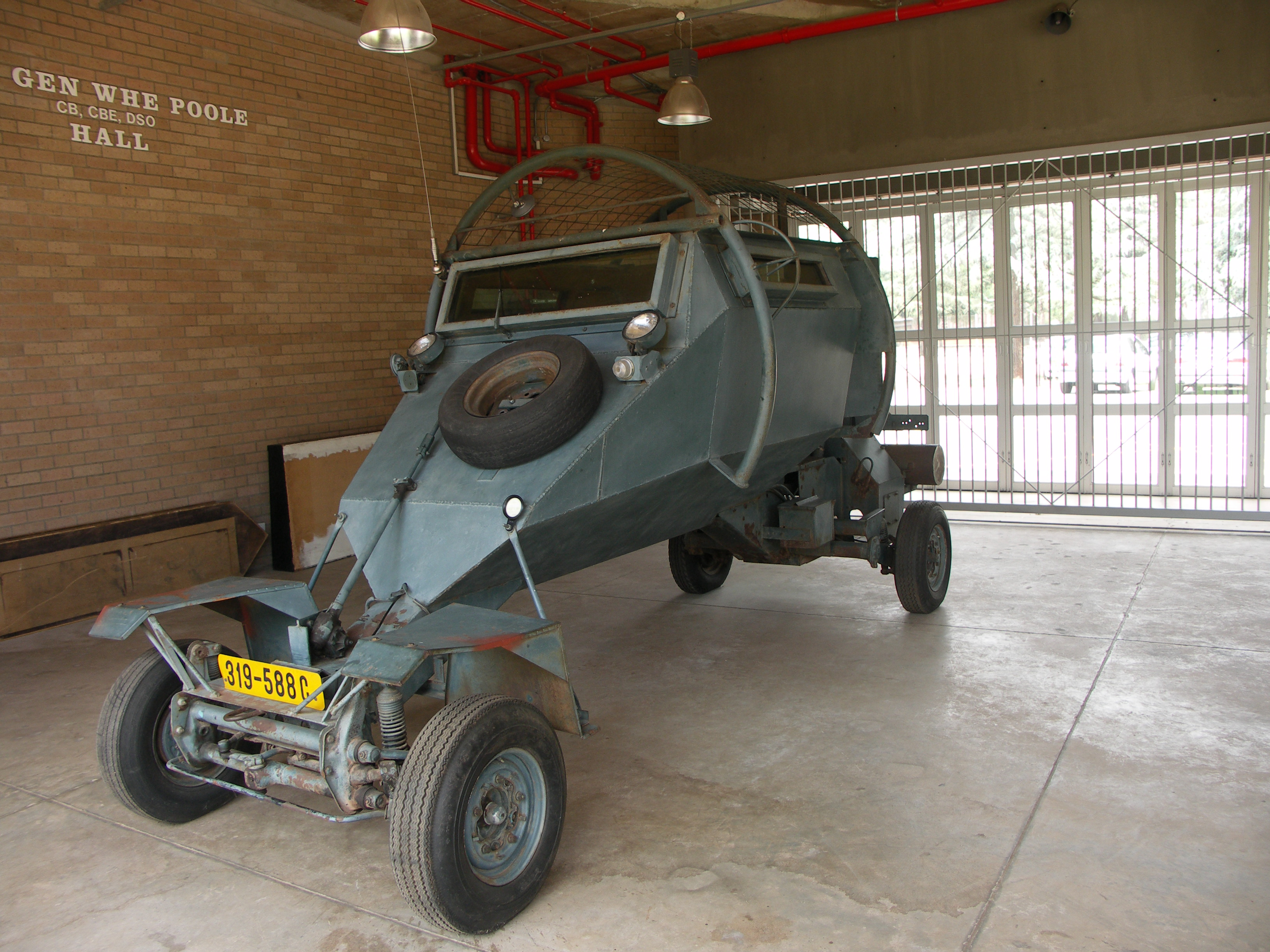
ローデシアが独自に設計した数少ない兵器であるレオパルド装甲車（en）。
地雷の爆風を逃がすために車体底部をV字型にしたり、前輪後輪をキャビンから離れた場所に配置するなど、地雷対策に重点をおいて設計されている。

ローデシア陸軍は南アフリカと比べて国の規模が小さかったため、BL 5.5インチ砲やセンチュリオン戦車を装備しないなど、同時期の南アフリカ軍と比較して装備が見劣りする傾向があった。
経済制裁により南アフリカ以外の西側諸国から表立って兵器を導入できなかった上、同様に国際社会からの武器禁輸を受けていた南アフリカと比較して工業技術力も低かったので兵器の国産化もままならなかった。このため、ソ連や中国から兵器を供与されていたアフリカ人抵抗組織から鹵獲した武器を積極的に使用しなければならず、特に歩兵用火器では西側諸国と東側諸国の武器が混用されていた。
車両については反政府ゲリラが地雷による待ち伏せ攻撃を多用したため、ナミビア独立戦争やアンゴラ内戦において同様の戦法に悩まされた南アフリカ軍と同様に、地雷対策を優先した装甲車が多数設計された。しかしローデシアは上記のように経済制裁を受けていた上に工業技術力が低かったため、ランドローバーやウニモグといった既存の非装甲軍用車両か、トラックや乗用車などの民生用の車両をベースとして改造して製造するしかなく、南アフリカ軍のブッフェルやキャスパーに比べるといかにも急造のイメージがぬぐえない外観をもつ右写真のようなものが多かった。
なお、ローデシア軍時代の装備は老朽化の甚だしい一部を除いてジンバブエ陸軍（Zimbabwe National Army）に継承され、現在でも運用されている。

#### 車両

##### 戦車
- T-55

##### 装甲車
- エランド
- フェレット
- UR-416
- クロコダイル装甲兵員輸送車(en)

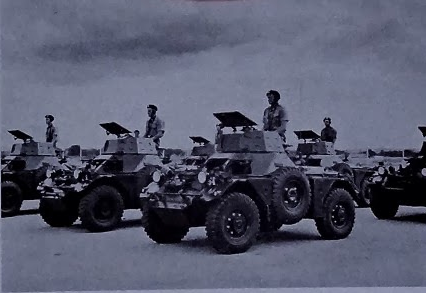
ローデシア軍のフェレット装甲車

- MPCV(Mine Protected Combat Vehicle)
- レオパルド装甲車(en)

#### 火器

##### 小火器
- FN ブローニング・ハイパワー
- ワルサー P38Ⅱ
- スター M1920/21/22
- UZI
- オーウェン・マシンカービン
- スターリング
- イサカM37
- ブローニング AUTO-5

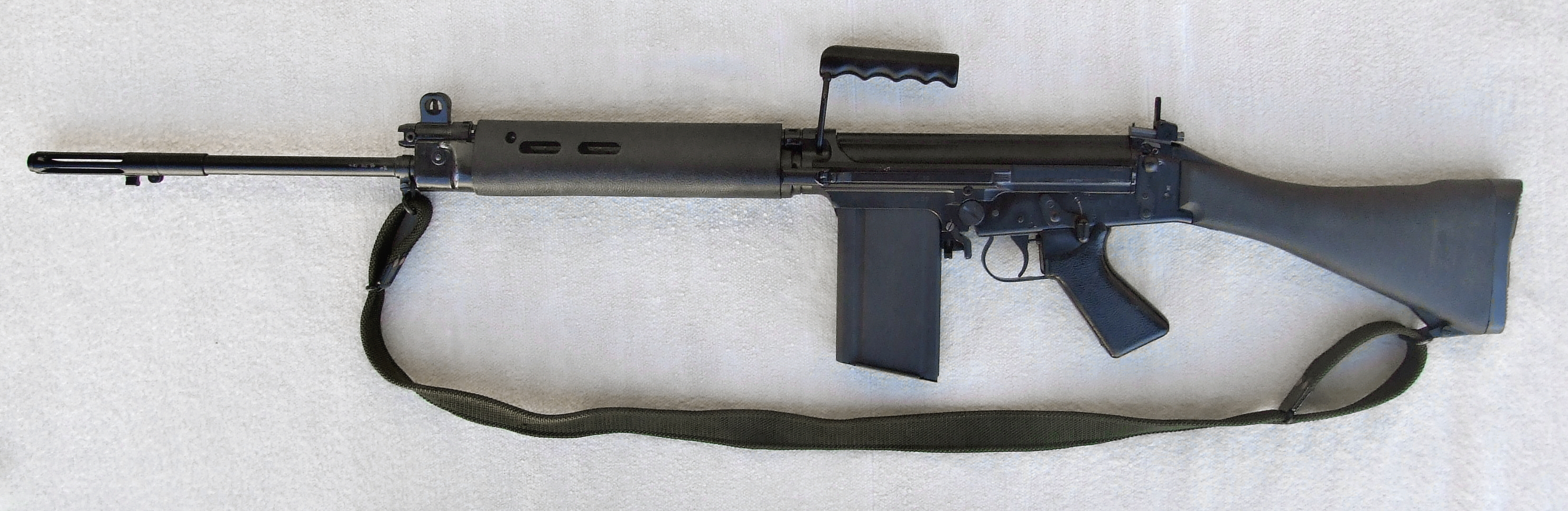
L1A1ライフル

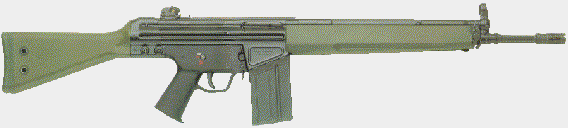
G3ライフル

- FN FAL、L1A1  - ベルギー製と南アフリカ製、互換性のないイギリス製(L1A1)が混合して使用された。
- H&K G3 - ポルトガルでライセンス生産したものが使用された。
- AK-47、AKM - 鹵獲品が使用された。
- SKSカービン- 鹵獲品が使用された。
- M16A1 - 特殊部隊が使用した。
- FALO
- RPK - 鹵獲品が使用された。
- ブレン軽機関銃 - 7.62mm NATO弾用に改造されたL4も使用された。
- DP28軽機関銃
- RPD軽機関銃 - 鹵獲品が使用された。
- FN MAG
- PK - 鹵獲品が使用された。
- リー・エンフィールド No. 4(T)
- モシン・ナガンM1891/30 - 鹵獲品が使用された。
- M21狙撃銃
- SVD - 鹵獲品が使用された。
- PSL - 鹵獲品が使用された。
- ブローニングM1919重機関銃 - 車載、空載された使用された。(7.62mm弾仕様のMk21も使用されたという)
- ブローニングM2重機関銃
- KPV 重機関銃 - 鹵獲品が使用された。

##### ロケット
- M72 LAW
- RPG-7 - 鹵獲品が使用された。

##### 火砲
- 81mm迫撃砲 L16
- B-10無反動砲 - 鹵獲品が使用された。
- QF 25ポンド砲
- オート・メラーラMod56 105mm榴弾砲

## 準軍事組織
ローデシア紛争におけるローデシアでは様々な準軍事組織が編成され、ローデシア正規軍の作戦行動を側面ないし後方から支援していた。

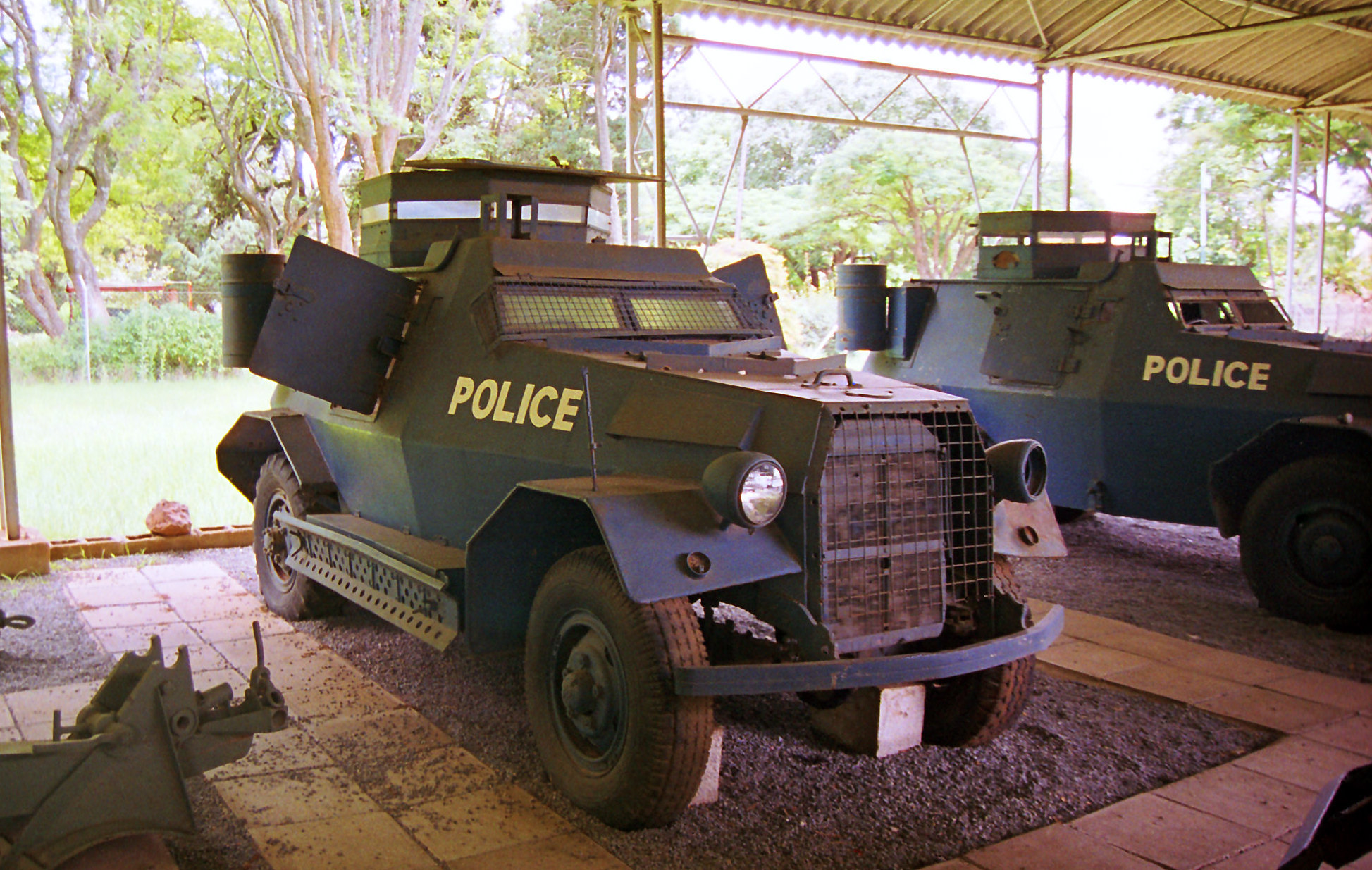
ブリティッシュ・サウス・アフリカ・ポリスが所有していた装甲車

INTAF（INTAF）
ローデシア内務省（Ministry of Internal Affairs）に所属する準軍事組織であり、ソ連・ロシアの国内軍（内務省軍）に相当する。アフリカ人に対する情報収集活動も担当し、独自の航空部隊も有していた。黒人政権成立後は解体される。
ブリティッシュ・サウス・アフリカ・ポリス（British South Africa Police）
ローデシアの警察組織、国家憲兵。略称「BSAP」。元々はイギリスの警察組織を基としていたが、正規軍に代わって国賓を出迎える際の儀仗部隊を派遣するなど、カナダの王立カナダ騎馬警察に近い存在となっていった。
一般の治安維持・犯罪捜査任務に限らず、対ゲリラ戦を遂行するための乗馬歩兵部隊や対テロ特殊部隊も有していた。
黒人政権成立後は、ジンバブエ共和国警察（Zimbabwe Republic Police）として再編される。
警察対テロ部隊（Police Anti-Terrorist Unit）
ブリティッシュ・サウス・アフリカ・ポリスの特殊部隊。主に対ゲリラ的な任務に当たっていた。
警察都市緊急部隊(Police Urban Emergency Unit)
ブリティッシュ・サウス・アフリカ・ポリスの特殊部隊。アメリカ警察のSWATに相当し、ハイジャックや立てこもり事件を担当した。
サポート・ユニット（Support Unit）
ブリティッシュ・サウス・アフリカ・ポリスの歩兵部隊。後に乗馬歩兵部隊(Mounted Unit)もこの一員となる。
水上師団(Marine Division)
ブリティッシュ・サウス・アフリカ・ポリスに採用された自家製ボート所有者による予備警察部隊。ザンベジ川のカリバ湖でのパトロールにあたっていた。
ガード・フォース（Guard Force）
INTAFと同様にローデシア内務省に所属する準軍事組織で、黒人ゲリラ組織から一般の黒人を保護・隔離するために建設された戦略村（保護村）の警備を担当。黒人政権成立後は解体される。

## 情報機関
ローデシア中央情報局（Central Intelligence Organaization）
ローデシア政府の諜報機関。ラジオ局を使ったプロパガンダや生物・化学兵器の開発を行っていた。
ローデシア軍情報部（Rhodesian Intelligence Corps）
ローデシア軍の諜報機関。軍のための情報収集を担当した。
スペシャル・ブランチ (Special Branch)
ブリティッシュ・サウス・アフリカ・ポリスの公安部門を担当する機関。ローデシア中央情報局の指揮下にあった。
彼らが創設した特殊部隊は後にセルース・スカウツとなり、その後もセルース・スカウツとは密接な関係となった。